# 島田昌一
島田 昌一（しまだ しょういち、1960年 - ）は、大阪大学医学系研究科教授（兼任）大阪府立病院機構 大阪精神医療センター、こころの科学リサーチセンター、ユニットリーダー。
専門は、解剖学、神経生物学。医学博士。

## 来歴
1986年 大阪大学医学部卒業。1986年～1988年 大阪大学大学院医学系研究科所属。
1989年 - 1991年 米国国立麻薬研究所Research Associate　客員研究員。
1988年 - 1994年 大阪大学医学部助手。
1994年 - 1995年 大阪大学医学部講師。1996年～1997年 大阪大学医学部助教授。
1997年 - 2009年 名古屋市立大学医学部教授。

2009年 -  大阪大学大学院 医学系研究科 医学専攻 教授。
出展）大阪大学大学院医学研究科HP